# 21 gramm
A 21 gramm (eredeti címén 21 Grams) 2003-ban bemutatott  amerikai filmdráma.
Guillermo Arriaga és Alejandro González Iñárritu előző filmjéhez, a Korcs szerelmekhez hasonlóan, a 21 gramm is számos történetszálat sző egy autóbaleset köré. Sean Penn egy beteg matematikust játszik, Naomi Watts egy szomorú anyát, Benicio del Toro pedig egy volt elítéltet, aki felfedezte keresztény hitét és a családját. A három ember élete a baleset körül fonódik össze.
A 21 gramm egyedi szerkesztésmódjában a jelenetek oda-vissza ugrálnak az idősíkok között. A filmet Oscar-díjra jelölték a legjobb férfi mellékszereplő (Benicio del Toro) és a legjobb női főszereplő (Naomi Watts) kategóriákban. A film címe arra a 19. századi elképzelésre utal, hogy az emberi test tömege a halál pillanatában, a lélek távozásával 21 grammal csökken.

## Történet
Azt mondják, a halála pillanatában az ember 21 grammot veszít a testsúlyából. Paul Rivers (Sean Penn) boldogtalan házasságban él. Az egykori drogos Cristina (Naomi Watts) kétgyermekes háziasszony. Jack Jordan (Benicio Del Toro) börtönből szabadult férfi, aki a keresztény tanításokban talál erőt családja támogatásához. Egy tragikus autóbaleset mindhárom család életét örökre megváltoztatja. A látszólag összefüggéstelen eseménydarabok lassan összeállnak, az óriási kirakójáték az élet és a halál hátborzongató képét tárja elénk.

## Szereplők
| Szerep           | Színész              | Magyar hang (1.)   | Magyar hang (2.) |
| ---------------- | -------------------- | ------------------ | ---------------- |
| Paul             | Sean Penn            | Görög László       | Stohl András     |
| Christina        | Naomi Watts          | Nagy-Kálózy Eszter | Ruttkay Laura    |
| Jack             | Benicio Del Toro     | Háda János         | Epres Attila     |
| Mary             | Charlotte Gainsbourg | Báthory Orsolya    | Zsigmond Tamara  |
| Marianne         | Melissa Leo          | Bognár Gyöngyvér   | Bertalan Ágnes   |
| John tiszteletes | Eddie Marsan         | Beratin Gábor      | Láng Balázs      |
| Michael          | Danny Huston         | Juhász György      | Szakács Tibor    |
| Claudia          | Clea DuVall          | Zsigmond Tamara    | Sallai Nóra      |
| Brown            | Paul Calderon        | Tóth Roland        | Gyurin Zsolt     |
| Dr. Rothberg     | Denis O'Hare         | Bodrogi Attila     | Jakab Csaba      |
| Magánnyomozó     | Stephen Bridgewater  | Lázár Sándor       | Faragó András    |
| Dr. Jones        | Tom Irwin            | Németh Gábor       | Széles Tamás     |
| Dr. Molina       | Roberto Medina       | Szalai Imre        |                  |
| Dr. Badnews      | Arita Trahan         | Koffler Gizi       |                  |
| Nőgyógyász       | John Rubinstein      | Mikula Sándor      |                  |
| Christina apja   | Jerry Chipman        | Kardos Gábor       | Fehér Péter      |
| Laura            | Claire Pakis         |                    |                  |
| Cathy            | Carly Nahon          | Kántor Kitty       |                  |
| Gina             | Teresa Delgado       | Talmács Márta      |                  |
| Freddy           | Marc Musso           | Penke Bence        |                  |
| Nick             | Nick Nichols         | Varga Rókus        |                  |